# Евере
Евере (на нидерландски: Evere; на френски: Evere) е селище в Централна Белгия, една от 19-те общини на Столичен регион Брюксел. Населението му е около 33 500 души (2006)